# Dubienka
Dubienka – wieś w Polsce położona w województwie lubelskim, w powiecie chełmskim, w gminie Dubienka. Leży w Obniżeniu Dubieńskim (Polesie Wołyńskie), nad Wełnianką (lewy dopływ Bugu), w pobliżu granicy Strzeleckiego Parku Krajobrazowego.
Od 1588 r. samodzielne miasto, zdegradowana w 1945 roku. Była miastem królewskim Korony Królestwa Polskiego. Miasto królewskie Dubno lokowane w 1588 roku położone było w XVI wieku w ówczesnym województwie bełskim. W XVIII wieku wchodziła w skład starostwa dubieńskiego. Miasto rządowe Królestwa Kongresowego położone było w 1827 roku w powiecie hrubieszowskim, obwodzie hrubieszowskim województwa lubelskiego. W latach 1975–1998 miejscowość położona była w ówczesnym województwie chełmskim.
Wieś jest sołectwem, siedzibą gminy Dubienka. Według Narodowego Spisu Powszechnego z roku 2011 wieś liczyła 967 mieszkańców i była największą co do liczby ludności miejscowością gminy.
Wieś jest siedzibą rzymskokatolickiej parafii Trójcy Przenajświętszej.

## Historia
Pierwsza źródłowa informacja o istnieniu miejscowości pochodzi z roku 1472. W latach 1588–1945 było to miasto leżące na dawnym szlaku handlowym z Wielkopolski i Mazowsza przez Chełm do Kijowa, zwanym Drogą Królewską; w XVI i XVII wieku był to ośrodek handlu (spławu drewna oraz zboża Bugiem) i szkutnictwa; port rzeczny. Dubienka zwana niegdyś Dębnem lub Dubnem była miastem królewskim i ma bogatą przeszłość historyczną. Korzystne położenie przy szlaku wodnym sprawiło to, że 10 lutego 1588 roku otrzymała ona przywilej lokacyjny od króla Zygmunta III Wazy. Miasto otrzymało szereg przywilejów, oraz w użytkowanie okoliczne łąki, lasy i wody. Szybko się rozwijało, słynęło z handlu i szkutnictwa. W 1592 roku starosta horodelski, wojewoda podolski Jan Sienieński uposażył kościół parafialny w Dubnej pw. św. Trójcy, a w 1599 roku – cerkiew, prawdopodobnie prawosławną. Świątynia ta przyjęła następnie unię. W XVIII wieku w Dubience znajdowała się parafia unicka z drewnianą cerkwią. W 1648 roku do Dubna dotarli Tatarzy, którzy spalili miasto, w tym także ratusz ze wszystkimi księgami miejskimi. Pomimo tego, że miasto było silnie obwarowane, w połowie XVIII wieku zrujnowały je wojny kozackie i dopiero pod koniec wieku nastąpił jego kolejny rozkwit. W tym też czasie utrwaliła się nowa nazwa – Dubienka. W mieście czterokrotnie bawił król Stanisław August Poniatowski. Podczas podróży z Warszawy na Podole w 1781 roku król zatrzymał się 13 października i 3 grudnia w drodze powrotnej. Kolejna podróż z Warszawy do Kaniowa odbywała się w 1787 roku. W czasie tej podróży król zatrzymał się w Dubience dnia 5 marca i 3 czerwca w drodze powrotnej. W 1789 roku Dubienka została stolicą województwa bełskiego i powiatu dubienieckiego.

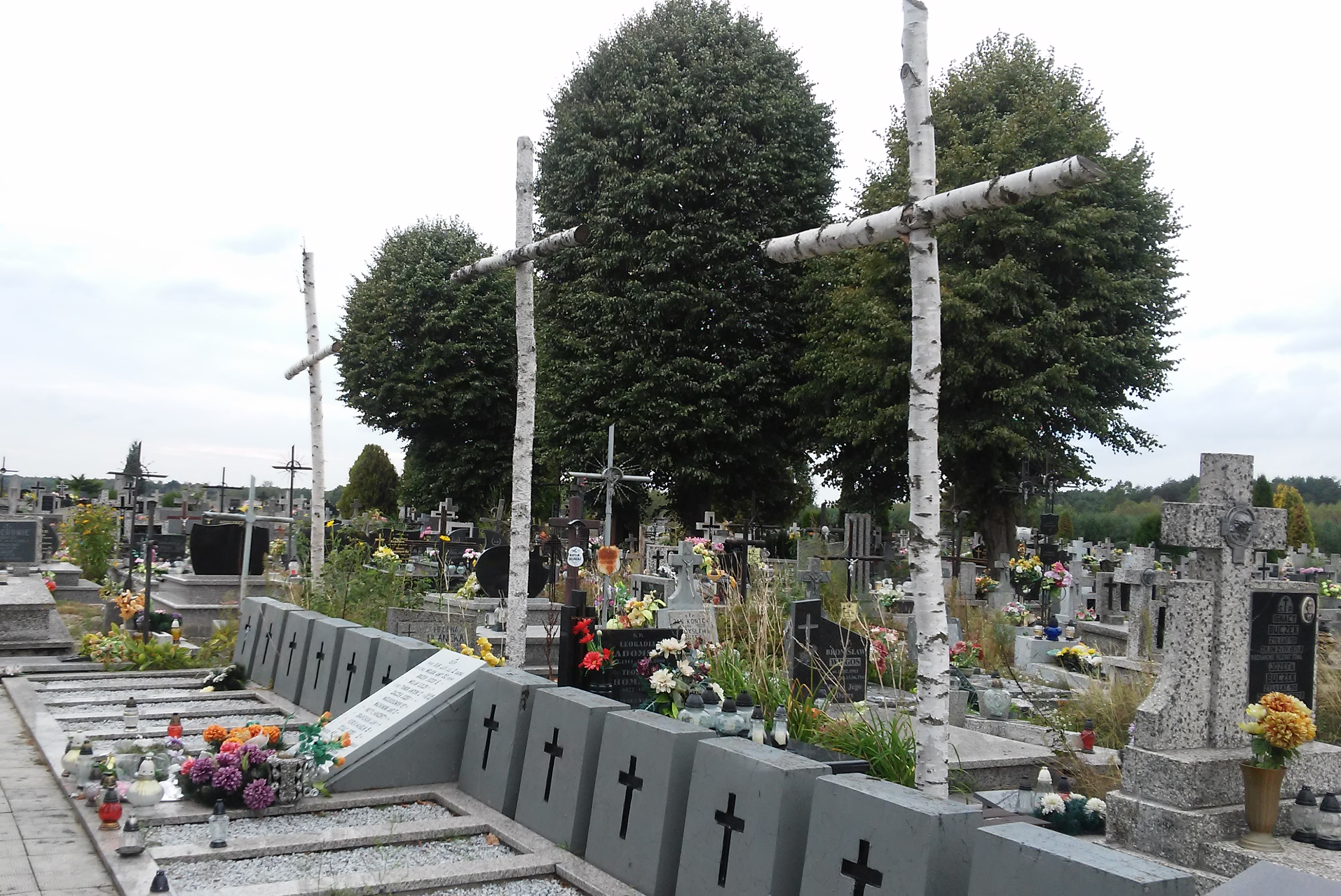
Mogiła żołnierzy 42 Białostockiego Pułku Piechoty poległych pod Dubienką w 1920 roku.

W okolicy znajduje się pole bitwy stoczonej 18 lipca 1792 roku przez generała Tadeusza Kościuszkę. Została ona upamiętniona w 1861 roku usypaniem kopca ziemnego na południowym skraju wsi Uchańka. W 1964 roku został on odnowiony i częściowo zrekonstruowany, obecnie ma wysokość 10 metrów, a na szczycie trzy maszty. Od 1795 roku Dubienka znajdowała się na terenie zaboru austriackiego, od 1806 roku na terenie Księstwa Warszawskiego, od 1815 roku na terenie Królestwa Polskiego. W 1830 roku stacjonował tu 3 szwadron 4 Pułku Ułanów. W XIX wieku nastąpiło zahamowanie rozwoju miasta, co spowodowane było m.in. budową linii kolejowej, która ominęła Dubienkę. W 1875 roku, wskutek likwidacji unickiej diecezji chełmskiej, parafia unicka w Dubience przeszła do Rosyjskiego Kościoła Prawosławnego. Od 1878 roku przy prawosławnej cerkwi działała szkoła. Pod koniec XIX wieku świątynia prawosławna spłonęła, toteż w 1908 roku na jej miejscu postawiony został nowy sakralny budynek murowany.

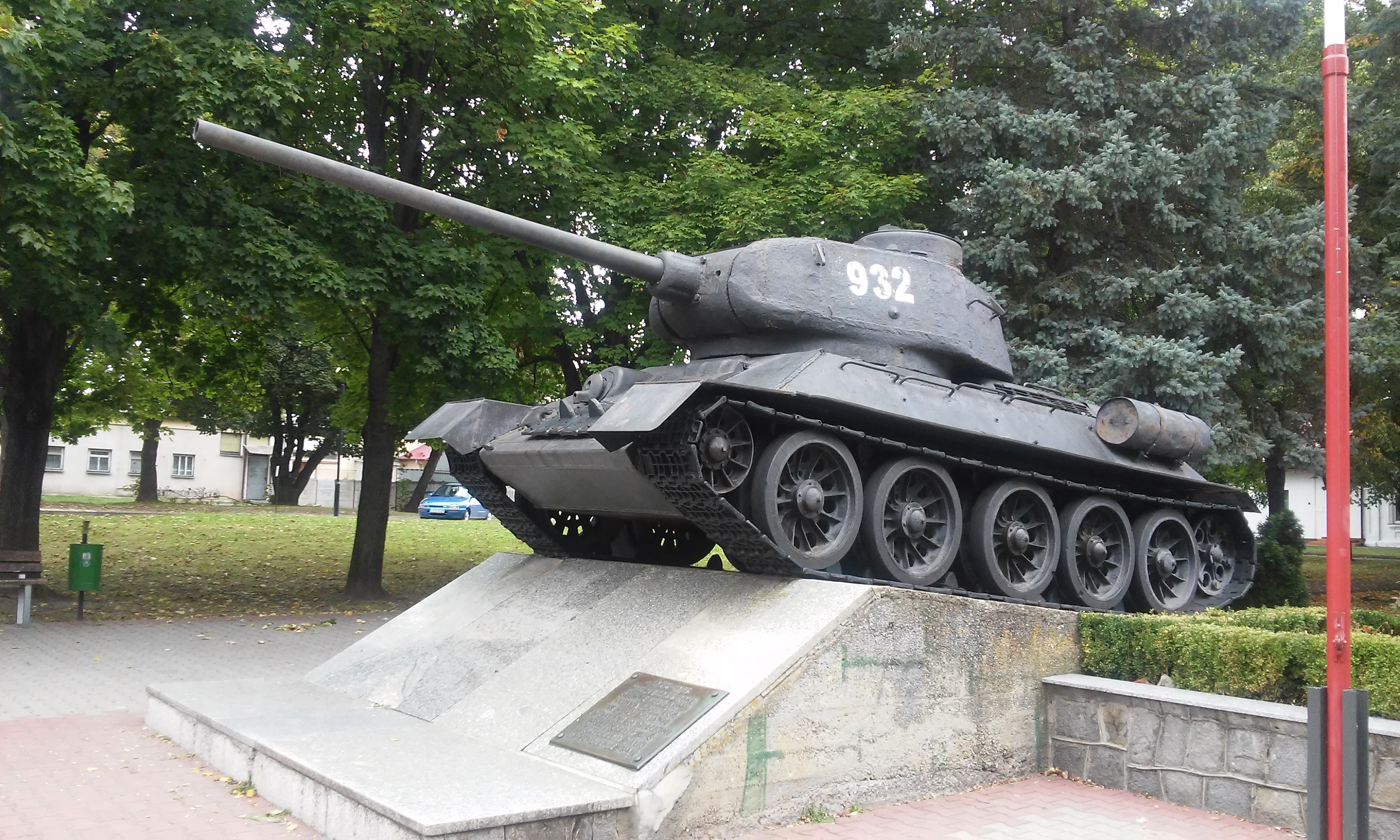
Pomnik-czołg w Dubience

W 1920 roku pod Dubienką stoczono jedną z bitew w trakcie wojny polsko-bolszewickiej.
W czasie okupacji hitlerowskiej osada była silnym ośrodkiem ruchu oporu. W 1942 roku Niemcy utworzyli getto (ok. 3000 osób, większość zginęła w obozie zagłady w Sobiborze). 21 lipca 1944 roku wojska radzieckie po sforsowaniu Bugu zdobyły Dubienkę. 23 lipca 1944 oku do Dubienki weszły oddziały 2 Dywizji Piechoty Wojska Polskiego im. Jana Henryka Dąbrowskiego (w 30. rocznicę tego wydarzenia ustawiony został pomnik – czołg). Do 1951 roku w okolicy aktywnie były oddziały Ukraińskiej Powstańczej Armii, zrzeszenia Wolność i Niezawisłość oraz Narodowych Sił Zbrojnych.

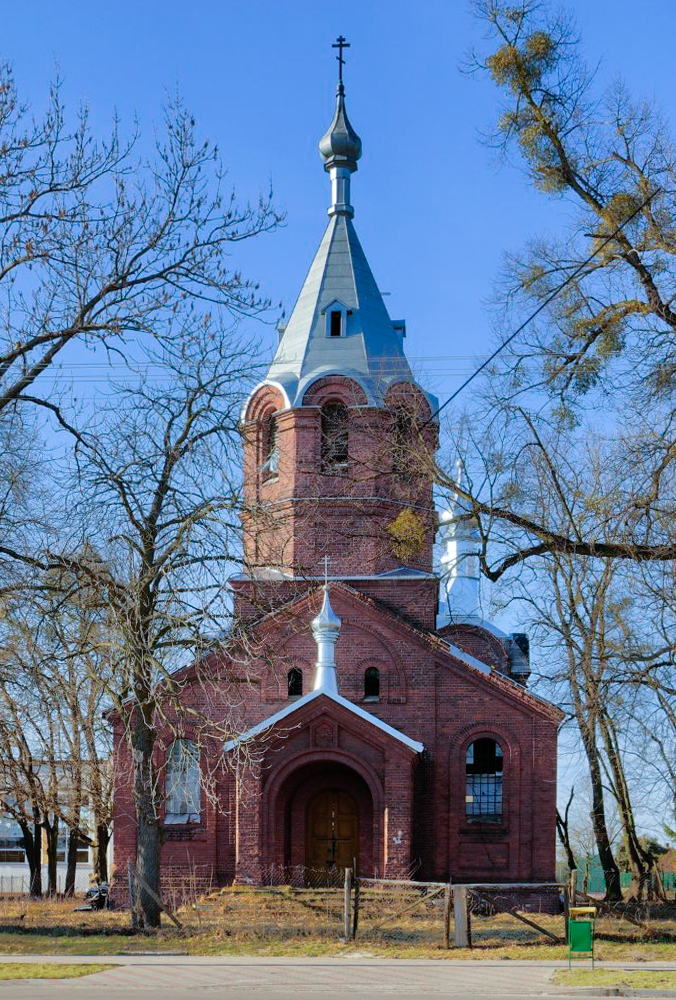
Cerkiew Świętej Trójcy

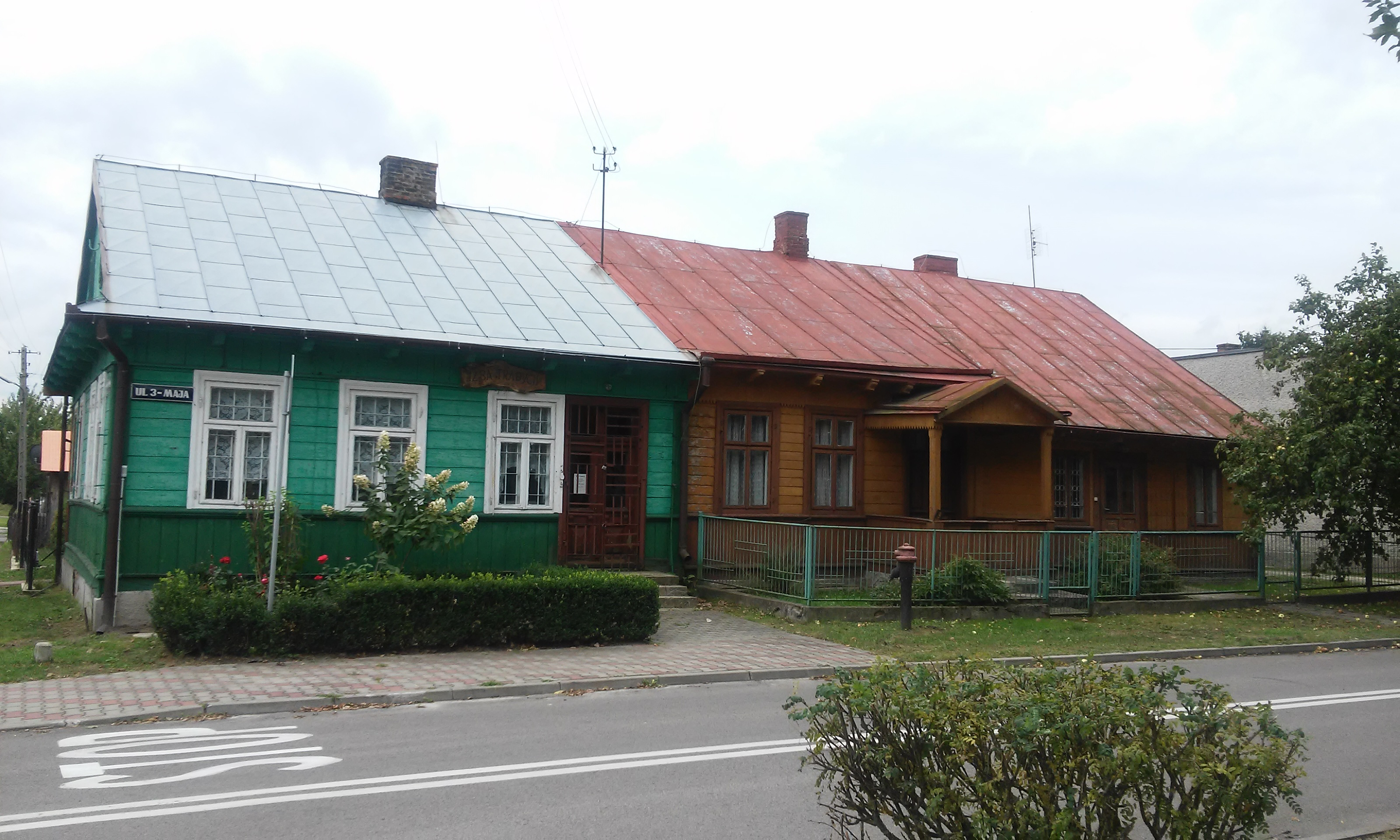
Drewniane domy przy ul. 3 Maja

## Zabytki
- Neobarokowy kościół rzymskokatolicki Trójcy Przenajświętszej murowany, wzniesiono w 1865 roku (parafia erygowana po 1588 roku). Zachowało się starsze wyposażenie barokowe i rokokowe pochodzące z XVIII wieku
- Cerkiew prawosławna Świętej Trójcy – od 1946 roku do niedawna użytkowana jako magazyn. Obecnie cerkiew filialna parafii Świętego Apostoła Jana Teologa w Chełmie; nieczynna ze względu na zły stan techniczny. Wzniesiona z czerwonej cegły w 1909 roku w stylu bizantyńsko-ruskim, na zróżnicowanym rzucie (zbliżonym do prostokąta), z zakończonym oktagonalnie prezbiterium. Na elewacjach zewnętrznych medaliony z wizerunkami świętych prawosławnych. Obramienia okienne z motywami roślinnymi i geometrycznymi.
- Przy ul. 3 Maja znajduje się izba pamięci, m.in. z ekspozycją poświęconą pochodzącemu z Dubienki komandorowi Bogusławowi Krawczykowi – dowódcy Okrętu Rzeczypospolitej Polskiej „Wilk”, który we wrześniu 1939 roku walczył na wodach Morza Bałtyckiego, następnie dotarł do Zjednoczonego Królestwa.
- Cmentarz żydowski – położony na rogu ul. Piaski i ul. Armii Krajowej
- Cmentarz prawosławno-katolicki

## Szlaki turystyczne
- Szlak Tadeusza Kościuszki
- Nadbużański szlak rowerowy

## Osoby związane z Dubienką
- Stanisław Krakiewicz – polski duchowny protestancki
- Bogusław Krawczyk – polski wojskowy, oficer Marynarki Wojennej
- Adam Lerue – polski rysownik i malarz
- Wojciech Sęczawa – polski rzeźbiarz